# 光洋 (スーパーマーケット)
株式会社光洋（こうよう、英: KOHYO Co.,Ltd.）は、大阪府茨木市に本社を置くスーパーマーケットの運営会社。イオングループに属すると共に、ダイエーの完全子会社である。

## 概要
京阪神地区（大阪府、京都府、兵庫県、奈良県）において、「KOHYO（コーヨー）」を中心としたいくつかの屋号でスーパーマーケットを営業している（以後、各屋号をまとめて「KOHYO店舗」と表記する）。かつては和歌山県や滋賀県にも各1店舗を出店し、近畿地方全域を営業エリアとしていたが、前者は閉店、後者はマックスバリュ中部（2019年9月の合併後はマックスバリュ東海）に移管し撤退している。
1973年1月の創業以来、長らく創業家運営の独立系のスーパーであったが、2007年12月17日にイオン株式会社が光洋の発行済株式348千株のうち312千株を創業家一族から約150億円で取得し、イオンの子会社となった。
イオンがイオンリテールへの分割承継で純粋持株会社になる直前の2008年7月21日には、イオンが運営していた京阪神地区の「マックスバリュ」を承継した（イオンを分割会社とし光洋を承継会社とする吸収分割）。また、2016年3月にはイオンマーケットから「ピーコックストア」を承継したが、こちらはKOHYO店舗や「マックスバリュ」への転換が進められ、2024年2月23日のピーコックストア明舞店のKOHYOへの転換により当社運営の「ピーコックストア」は消滅した。
2018年10月10日、イオンが各地域ごとのスーパーマーケット事業の経営統合に関する基本合意書締結を発表。2019年3月1日付でマックスバリュ西日本（現:フジ）から兵庫県の8店舗を承継し、2020年3月1日付でダイエーへ吸収合併する経営統合を進める予定であることが示された。しかし、2020年1月29日に株式交換によるダイエーの完全子会社化（イオンからダイエーへの株式譲渡）により方針転換されることが発表され、光洋の法人格は存続されることとなった。なお、後述の通り、光洋はダイエーの店舗内で創業している。
2025年8月4日、イオンが首都圏地区と京阪神地区の食品スーパーマーケットの経営統合の協議開始向けた基本合意書が締結された。光洋では方針転換により見送られていたダイエーとの合併を2026年3月1日付（予定）で改めて実施することが検討されている。
KOHYO店舗では、成城石井と提携し同店の商品を取り扱う店舗もある。

## 沿革

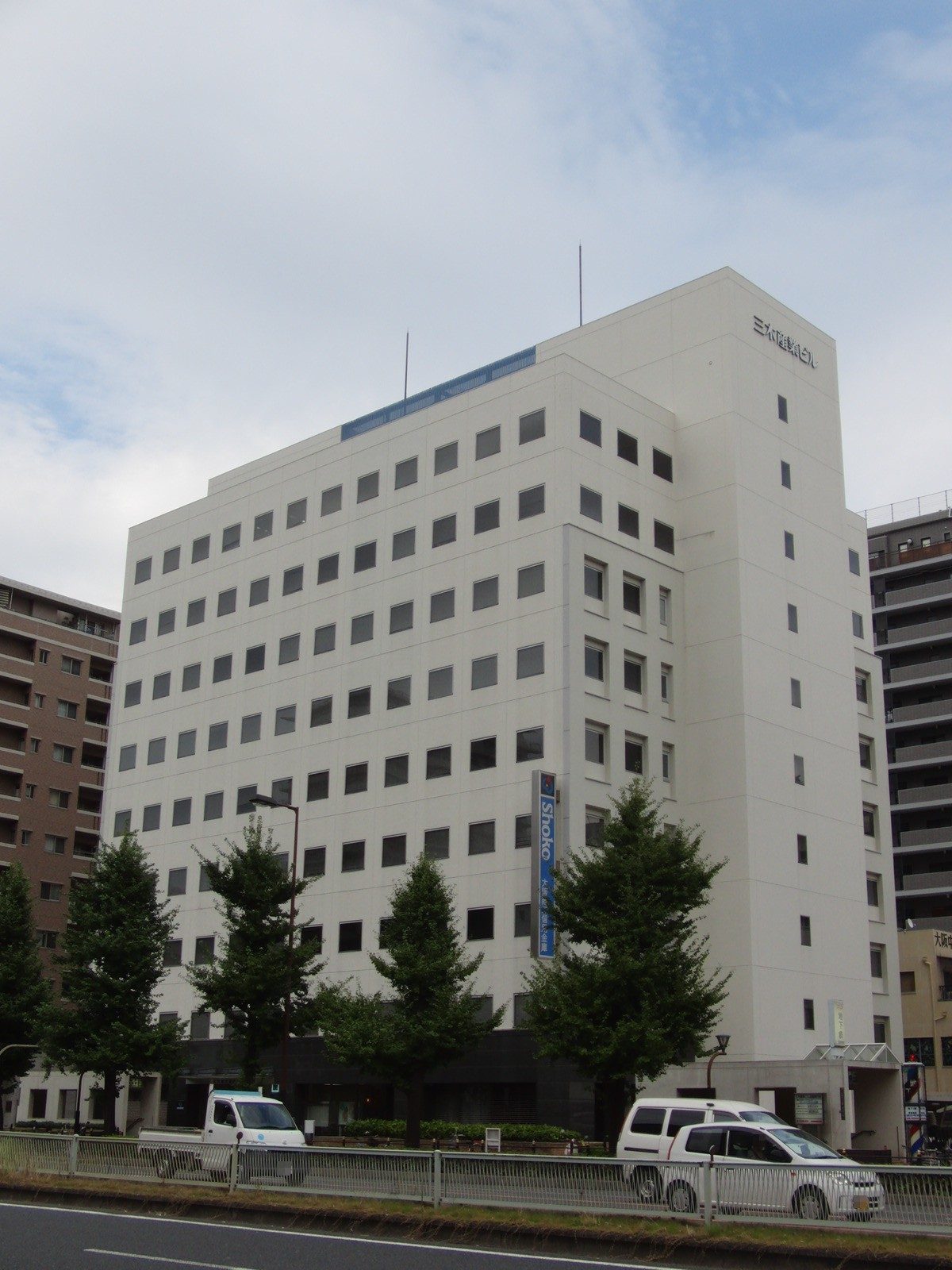
かつて本社が入居していた三木産業ビル

- 1973年（昭和48年）1月18日 - 大阪府八尾市北本町ショッパーズ八尾店内にて創業。会社設立（資本金250万円）。
- 1977年（昭和52年）11月 - 資本金1,000万円に増資。
- 1989年（平成元年）3月 - 資本金4,000万円に増資。
- 1990年（平成2年）12月 - 資本金6,000万円に増資。
- 1994年（平成6年）8月 - 資本金9,825万4,000円に増資。
- 2006年（平成18年）12月 - 資本金1億9,725万4,000円に増資。
- 2007年（平成19年）12月14日 - 創業家がイオン株式会社との間で株式譲渡契約を締結。12月17日に株式が譲渡され、イオンの子会社となる。
- 2008年（平成20年）
  - 4月4日 - イオン株式会社との間で、京阪神地区の食品スーパーマーケット事業を、株式会社光洋を承継会社とする会社分割契約締結。
  - 7月21日 - イオン株式会社より京阪神地区（大阪府、奈良県、滋賀県、兵庫県）のマックスバリュ15店舗を承継。
  - 8月1日 - KOHYO店舗で、イオングループのプライベートブランド『トップバリュ』、イオンおよびマイカルの買物袋スタンプカードならびに商品券の取り扱いを開始。
- 2009年（平成21年）3月・4月 - KOHYO店舗で順次、POSレジの更新によりクレジットカード決済や電子マネー『WAON』ならびにイオン銀行のATMを導入。
- 2010年（平成22年）
  - 2月26日 - 光洋としては初のマックスバリュの新規出店となる太子橋店を開店。
  - 5月 - マックスバリュ全店舗のチラシを、KOHYO店舗でのノウハウを導入した仕様に刷新（それ以前から一部店舗のみ「style KOHYO」と称して試験的に仕様を変更していた。同年2月以降はstyle KOHYOの名称も使用は取り止め）。
- 2016年（平成28年）3月1日 - イオングループ内における京阪神地区の食品スーパーマーケットを再編し、同じグループ会社のイオンマーケットが運営する同地区の「ピーコックストア」など23店舗を吸収分割により承継[5]。
- 2019年（平成31年）3月1日 - 同じグループ会社のマックスバリュ西日本（現:フジ）が運営する兵庫県内の「マックスバリュ」8店舗を吸収分割により承継[2]。
- 2020年（令和2年）
  - 3月1日 - 株式交換に伴いダイエーの子会社となる。
  - 11月20日 - 本社を茨木市の「ダイエー茨木プロセスセンター」へ移転。ダイエーの「近畿事業本部」とオフィス機能を一体化する[6]。
- 2021年（令和3年）5月6日 - マックスバリュ関東などを傘下に持つユナイテッド・スーパーマーケット・ホールディングスが開発した宅配サービス「Online Delivary Ignica（オンラインデリバリー イグニカ）」をマックスバリュ箕面外院店で開始[7]。
- 2022年（令和4年）
  - 8月1日 - 当社初の社外への出店となる無人決済店舗「KOHYO大阪XD（クロスドック）店」を開店。同店舗はグループ会社のイオングローバルSCMの物流センターである「大阪XD」の1階に出店し、センターで働く従業員専用の店舗となる。また、決済サービスにはユナイテッド・スーパーマーケット・ホールディングスが開発した「Scan&Go Ignica（スキャンアンドゴー イグニカ）」が導入されている[8]。
  - 11月4日 - 当社初の移動スーパーをマックスバリュ豊中緑丘店で開始[9]。
- 2023年（令和5年）3月11日 - イオングループのスマートフォン向けトータルアプリ「iAEON（アイイオン）」の利用を開始（既存の「光洋アプリ」はクーポンの配信を同年4月30日をもって終了し、情報発信アプリへ移行）[10]。
- 2025年（令和7年）3月15日 - 親会社のダイエーが運営するダイエーグルメシティ住道店に当社とダイエーの強みを結集した初の店舗としてリニューアルオープン。そのため、「ダイエーグルメシティ」でありながら、当社がKOHYOの一部店舗で展開する「マーケットガーデン」のロゴも冠するダブルロゴ店舗となる[11]。

### 店舗の開廃
- 1981年（昭和56年）12月 - 大阪市西区に堀江店を開店。
- 1983年（昭和58年）
  - 11月 - 大阪市阿倍野区万代に北畠店を開店。
  - 11月 - 大阪市生野区生野西に生野店を開店。
- 1984年（昭和59年）9月 - 大阪市阿倍野区天王寺町北に源ヶ橋店を開店。
- 1985年（昭和60年）5月 - 大阪市西区南堀江に南堀江店を開店（2008年11月末閉店）。
- 1994年（平成6年）
  - 5月 - 大阪市中央区に空堀店を開店。
  - 8月 - 茨木市別院町に茨木店を開店。
- 1995年（平成7年）
  - 6月 - 大阪市城東区に深江橋店を開店。
    - （2004年(?)に光洋がフランチャイジーとなり業務スーパーに改装。現在は無関係）

  - 8月 - 大阪市阿倍野区に昭和町店を開店。
  - 10月 - 吹田市江の木町に江坂店を開店。
- 1996年（平成8年）11月 - 大阪市住吉区に千躰店を開店。
- 1997年（平成9年）
  - 3月 - 大阪市住吉区の帝塚山店を閉店。
  - 5月 - 神戸市灘区に大石店を開店。
- 1999年（平成11年）
  - 4月 - 大阪市淀川区に淀川新高店を開店。
  - 7月 - 兵庫県尼崎市東園田町に園田店を開店。
  - 8月 - 高槻市富田丘町に摂津富田店を開店（閉店）。
  - 11月 - 兵庫県川西市小花に川西店を開店。
- 2000年（平成12年）
  - 8月 - 箕面市に箕面店を開店。
  - 11月 - 兵庫県宝塚市に逆瀬川店を開店。
- 2001年（平成13年）12月 - 神戸市東灘区に住吉店を開店。
- 2002年（平成14年）3月 - 神戸市兵庫区に兵庫店を開店。
- 2003年（平成15年）
  - 11月 - 吹田市山田に山田店を開店。
  - 12月 - 神戸市中央区に神戸店を出店。
- 2005年（平成17年）
  - 4月 - 大阪市福島区に鷺洲店を出店。
  - 6月 - 大阪府吹田市に北江坂店を出店（閉店。跡地にイオンがマックスバリュ江坂店を出店し、2008年の会社再編で、同店は現在自社店舗となっている）。
  - 12月 - 大阪市北区に南森町店を出店。
  - 12月 - 大阪市東淀川区に上新庄店を出店。
- 2006年（平成18年）
  - 4月 - 兵庫県尼崎市東園田町に園田プラザ店を出店。
  - 6月 - 高槻市城北町ミング阪急高槻1階に阪急高槻店を出店。
  - 7月 - 豊中市曽根東町ティオ阪急曽根1階に阪急曽根店を出店。
- 2008年（平成20年）
  - 4月 - 兵庫県宝塚市の逆瀬川店が移転リニューアルOPEN。
  - 7月21日 - イオン株式会社より京阪神地区（大阪府、奈良県、滋賀県、兵庫県）のマックスバリュ15店舗を承継。
- 2009年（平成21年） - 既存のマックスバリュ店舗（淀川三国店、2003年開業）を改装し、MaxValuロゴに「style KOHYO」を冠した店舗が誕生。
  - 6月 - 堺市西区のジャスコ諏訪の森店跡地にイオンリテールが設置した『イオンタウン諏訪の森』の核テナントとしてKOHYO諏訪の森店を出店。
  - 9月 - 神戸市西区にKOHYO西神中央店を出店。
- 2010年（平成22年）
  - 2月26日 - 光洋では初のマックスバリュの新規出店となる太子橋店を開店。
  - 4月2日 - マックスバリュ八尾竹渕店を開店。
  - 6月4日 - 京都市南区のイオンモールKYOTOSakura館1階にKOHYO京都店を開店。
  - 11月16日 - KOHYO淀屋橋店を開店。
- 2011年（平成23年）
  - 2月19日 - KOHYO千躰店を改装し、光洋では初のマックスバリュエクスプレス店舗となる千躰店を開店。
  - 5月12日 - KOHYO南船場店を開店。
  - 7月16日 - KOHYO内本町店を開店。
  - 8月4日 - マックスバリュエクスプレス大物店を開店。
  - 9月22日 - ミント神戸地下1階（旧：さんのみや・阪神食品館跡）に、KOHYO三宮店を開店。
- 2012年（平成24年）
  - 3月2日 - 奈良市のJR奈良駅構内のショッピングモール『ビエラ奈良』第2期オープンの核店舗としてマックスバリュJR奈良店を開店。
  - 5月17日 - KOHYO上本町店を開店。
  - 6月21日 - 北大路ビブレ内にKOHYO北大路店を開店。
  - 9月28日 - マックスバリュエクスプレス西宮北口店を開店。
  - 9月30日 - KOHYO生野店を閉店。
  - 10月26日 - マックスバリュ登美ケ丘店を開店。
- 2013年（平成25年）
  - 3月8日 - 大阪市此花区の千鳥橋駅北側にマックスバリュエクスプレス千鳥橋店を開店。
  - 3月22日 - 森ノ宮駅直結のビエラ森ノ宮内にKOHYOJR森ノ宮店を開店。
  - 4月12日 - 和歌山大学前駅（ふじと台）直結の駅ビルにマックスバリュエクスプレスふじと台店を開店。
  - 7月5日 - 神戸市東灘区の魚崎駅西側の阪神本線の高架下にマックスバリュエクスプレス魚崎店を開店。
  - 7月31日 - KOHYO昭和町店を閉店。
  - 9月30日 - マックスバリュエクスプレス千躰店を閉店。
  - 10月31日 - KOHYO淀川新高店を閉店。
  - 12月10日 - 大阪市西成区の岸里玉出駅岸里口前にマックスバリュ南海岸里店を開店。
- 2014年（平成26年）
  - 3月19日 - 藤の森ローズセンター内にマックスバリュ藤森店を開店。
  - 3月31日 - KOHYO北畠店を閉店。
  - 6月3日 - 滋賀県内で唯一運営していた膳所店をマックスバリュ中部に移管。滋賀県から撤退した。
- 2015年（平成27年）
  - 3月26日 - マックスバリュ京橋店を開店。
  - 8月8日 - KOHYO光明池店を開店。
  - 10月27日 - KOHYO堺店を開店。
  - 11月18日 - マックスバリュJR奈良店の営業を終了[12]。
  - 11月20日 - マックスバリュJR奈良店を改装・ブランド転換（リブランド）し「KOHYOJR奈良店」としてリニューアルオープン。「マックスバリュ」から「KOHYO」へのリブランドは初となる[13]。
  - 12月15日 - マックスバリュ八尾竹渕店を閉店[14]。
- 2016年（平成28年）
  - 3月1日 - イオンマーケットから京阪神にある23店舗を承継（なお、運営会社変更に伴うシステム入れ替えの為、一部の店舗を除き承継日から3日間休業し、甲子園店を除く22店舗は翌3月4日より光洋の店舗として営業開始[15]。その際、改装の為先行で2月24日より休業していた芦屋南宮店は営業再開時に「KOHYO」へ屋号変更[16]）
  - 3月9日 - 改装のため休業していた甲子園店が「KOHYO」へ屋号変更し、リニューアルオープン[17]。
  - 4月20日 - イオンマーケットから継承したPマート山田店を改装・リブランドし「マックスバリュ北山田店」としてリニューアルオープン[18]。
  - 4月28日 - イオンマーケットから継承したピーコックストア武庫之荘店を改装・リブランドし「KOHYO武庫之荘店」としてリニューアルオープン[19]。
  - 5月20日 - KOHYO小野原店を開店[20]。
  - 6月2日 - KOHYO東生駒店を開店[21]。
  - 6月18日 - ピーコックストア千里南町プラザ店を改装・リブランドし「マックスバリュ千里南町プラザ店」としてリニューアルオープン[22]。
  - 6月25日 - ピーコックストア甲東園店を改装・リブランドし「KOHYO甲東園店」としてリニューアルオープン[23]。
  - 7月23日 - ピーコックストア千里山店を改装・リブランドし「マックスバリュ千里山店」としてリニューアルオープン[24]。
  - 7月26日 - ピーコックストア西梅田店を改装・リブランドし「マックスバリュエクスプレス西梅田店」としてリニューアルオープン[25]。
  - 8月31日 - KOHYO空掘店を閉店[26]。
  - 9月30日 - マックスバリュ難波湊町店を改装・リブランドし「KOHYO難波湊町店」としてリニューアルオープン[27]。
  - 10月15日 - マックスバリュ駒川中野店を開店[28]。
- 2017年（平成29年）
  - 2月15日 - ピーコックストア芦屋川西店を閉店。
  - 3月13日 - KOHYO泉大津店を開店[29]。
  - 3月31日 - マックスバリュ北山田店を閉店。
  - 4月8日 - ピーコックストア泉北晴美台店を改装・リブランドし「マックスバリュ泉北晴美台店」としてリニューアルオープン。
  - 4月21日 - KOHYO SENRITO店を開店[30]。
  - 4月26日 - Pマート甲南店を閉店（これにより、「Pマート」業態の全店舗の営業を終了する）。
  - 7月31日 - ピーコックストア箕面外院店を閉店。
  - 10月31日 - ピーコックストア堂島クロスウォーク店を閉店（近隣のマックスバリュ西梅田店へ統合）。
  - 11月30日 - ピーコックストア箕面桜ヶ丘店を閉店（近隣のKOHYO箕面店へ統合）。
  - 12月20日 - ピーコックストア北千里店を閉店（近隣のKOHYO山田店へ統合）。
- 2018年（平成30年）
  - 1月31日 - マックスバリュ登美ケ丘店を閉店。
  - 3月17日 - ピーコックストア高倉台店を改装・リブランドし「KOHYO高倉台店」としてリニューアルオープン。
  - 4月24日 - KOHYO奈良新大宮店を開店。旧イトーヨーカドー奈良店跡に開業した「ミ・ナーラ」の1階に出店している[31]。
  - 5月31日 - ピーコックストア狩場台店を閉店。
  - 6月30日 - ピーコックストア新千里西町店を閉店。
- 2019年（平成31年)
  - 2月25日 - KOHYO神戸店を一時閉店（入居しているJR神戸駅高架下の耐震補強工事のため。一時閉店時点では工事完了時期が未定のことから再開時期は非公開であった）。
  - 3月1日 - マックスバリュ西日本（現:フジ）から兵庫県内の「マックスバリュ」8店舗を継承（なお、運営会社変更に伴うシステム入れ替えの為、継承日前日の2月28日から3日間休業し、3月3日より光洋の店舗として営業を開始、併せて、当社運営の「KOHYO」「ピーコックストア」「マックスバリュ」の一部店舗でも3月1日に休業、2月28日と3月2日は営業時間を変更する措置が取られる[32]）。
  - 3月5日 - KOHYO肥後橋店を開店[33]。
  - 4月20日 - マックスバリュ生駒南店を閉店。
  - 4月27日 - ピーコックストア松が丘店を改装・リブランドし「KOHYO松が丘店」としてリニューアルオープン。
  - 4月29日 - マックスバリュエクスプレスふじと台店を閉店。これにより、和歌山県から撤退する。
- 2020年（令和2年）
  - 7月20日 - KOHYO上七軒店を開店[34]。
  - 9月8日 - 一時閉店していたKOHYO神戸店を約1年半ぶりに再開業[35]。
- 2021年（令和3年）
  - 1月10日 - KOHYO奈良新大宮店を閉店[36]。
  - 11月16日 - KOHYO茨木店を開店[37]。
  - 11月26日 - マーケットガーデンKOHYO南千里店を開店（5月に閉店した旧イオン南千里店を改装開業しトナリエ南千里アネックスの1階に入居する）[38]。
- 2022年
  - 5月25日 - KOHYO園田プラザ店が阪急園田駅の耐震工事の為一時閉店。
  - 7月15日 - マックスバリュ高槻南店を業態変更し「マーケットガーデンKOHYO高槻南店」としてリニューアルオープン[39]。
  - 8月9日 - KOHYO阪急三国店を開店[40]。
- 2023年
  - 3月25日 - マックスバリュ豊中緑丘店を業態変更し「マーケットガーデンKOHYO豊中緑丘店」としてリニューアルオープン[41]。
  - 4月30日 - 商業施設「オトカリテ」が閉店となり、同所に入居していたピーコックストア千里中央店も閉店[42]。
  - 時期不詳 - ピーコックストア津雲台店がKOHYO津雲台店に業態変更[注 3]。
  - 8月31日 - マックスバリュ平野駅前店を閉店[43]。
  - 9月8日 - 一時閉店していたKOHYO園田プラザ店を改装し、「KOHYO阪急園田店」として約1年4ヶ月ぶりに再開業。当店よりウルトラマリンブルーを用いた新店舗デザインが採用される[44]。
  - 9月28日 - 商業施設「ファミレやわた」1階にKOHYO八幡店を開店[45]。
  - 10月20日 - KOHYO京都店を改装し「マーケットガーデンKOHYO京都店」としてリニューアルオープン[46]。
- 2024年
  - 2月23日 - ピーコックストア明舞店をKOHYO明舞店としてリニューアルオープン[47]。これにより、当社が運営する「ピーコックストア」店舗は消滅した。
  - 9月28日 - マックスバリュ西宮浜町店を閉店。
- 2025年
  - 8月28日 - KOHYO高倉台店を閉店

## 商品券・電子マネー・クレジットカードの取り扱い
イオンやマックスバリュなどで販売されている「イオン商品券」を取り扱っており、店舗ブランドを問わず全店舗で使用できる。なお、KOHYO店舗では商品券の販売は行われていない（マックスバリュの屋号の店舗のみで販売）。また、イオンギフトカードやダイエー商品券も使用可能。
電子マネーやクレジットカードの対応ブランドは、基本的にイオングループの各店舗に準じている。イオンの電子マネー・WAONとイオンカードを含む各種クレジットカードは、当初はマックスバリュ店舗のみで利用可能であったが、KOHYO店舗でも2009年4月までにイオンと共通のPOSが導入され、「お客さま感謝デー」などのイオングループの各種セールの開催やイオンカードの入会勧誘ブースの設置がKOHYO店舗にも拡大された。なお、請求書に表示される店舗名はカード会社により異なる。
2014年6月20日から実施していたOMCカードのクレジット払いでの5%割引は2016年2月28日をもって終了した。同年6月23日からは、イオングループのポイントカードである「WAON POINTカード」の発行が開始されたことにより、同年6月30日以降は「WAON POINTカード」を先に提示することで同様の割引が適用されるようになった。2020年4月20日以降は「WAON POINTカード」がお客さま感謝デーの適用対象外となり、OMCカードの割引も適用されなくなった。

## 買物袋スタンプカード
2013年3月31日まで、レジ袋を辞退すると付与される「買物袋スタンプカード」のサービスが行われていた。
KOHYO店舗ではKOHYOのスタンプカードが、マックスバリュ店舗ではイオンのスタンプカードが発行されていた。スタンプはどちらのカードでも付与されたが、相手側の店舗では精算はできなかった。なお、KOHYOのスタンプカードはイオングループ他社（イオンリテール、マックスバリュ中部・西日本など）の運営店舗では付与の対象外だった。
スタンプカードの廃止以降、代替サービスとしてレジ袋が無料配布されていた店舗では会計時（2019年3月1日以降は本体価格の合計）にレジ袋を辞退すると2円の値引きが行われた（レジ袋が元々有料の店舗は実施しなかった）。2020年3月1日より全店舗でレジ袋が有料となり、前日の2020年2月29日をもって本企画は終了した。

## 店舗
2023年（令和5年）6月11日現在

### KOHYO（コーヨー）
創業当初から運営しているスーパーマーケット。46店舗（京都府3店舗、奈良県2店舗、大阪府29店舗、兵庫県12店舗）を展開している。店舗看板の「KOHYO」ロゴは開業時期により2種類存在するほか、イオングループ入りしてからは「ÆON」ロゴが一緒に掲げられる店舗が増加している。
園田店（兵庫県尼崎市）は「鮮度館（せんどかん）」という別のブランドで営業している。店頭の看板や商品タグに「KOHYO」の表記がなく、厳密には一般のKOHYO店舗とは別扱いだが、現在はレシートでもKOHYOのロゴが使用されている。なお、鮮度館園田店の近隣には一般のKOHYO店舗である阪急園田店が存在する（2023年9月に園田プラザ店から改装・リニューアルオープン。鮮度館園田店の方が先に開業している）。また、かつては写真の通り茨木店（大阪府茨木市）なども「鮮度館」ブランドで営業していた。
このほか、大阪府の南千里店、高槻南店、豊中緑丘店、京都府の京都店は対面販売や地場産品の取り扱いなどを強化した「マーケットガーデン（MARKET GARDEN）」のブランドで営業している。店頭の看板は専用のものが使われているが、公式サイトでは前述の「鮮度館」と異なり、一般のKOHYO店舗と区別せずに掲載されている。
奈良県のJR奈良店、大阪府の豊中緑丘店・高槻南店・難波湊町店は「マックスバリュ」から、兵庫県の高倉台店・芦屋南宮店・武庫之荘店・甲子園店・甲東園店・明舞店、大阪府の松が丘店・香里ヶ丘店（かつての大丸ピーコック第1号店）・津雲台店は「ピーコックストア」からそれぞれ改装に伴って屋号を変更した店舗である（豊中緑丘店と高槻南店は「マーケットガーデン」ブランドで営業。また難波湊町店は改称後に閉店）。なお、南千里店（「マーケットガーデン」ブランド）は2021年5月に閉店したイオン南千里店を改装の上で開業したトナリエ南千里アネックスの1階に出店している。また、京都府の京都店は一般のKOHYO店舗から「マーケットガーデン」ブランドに転換した店舗である。

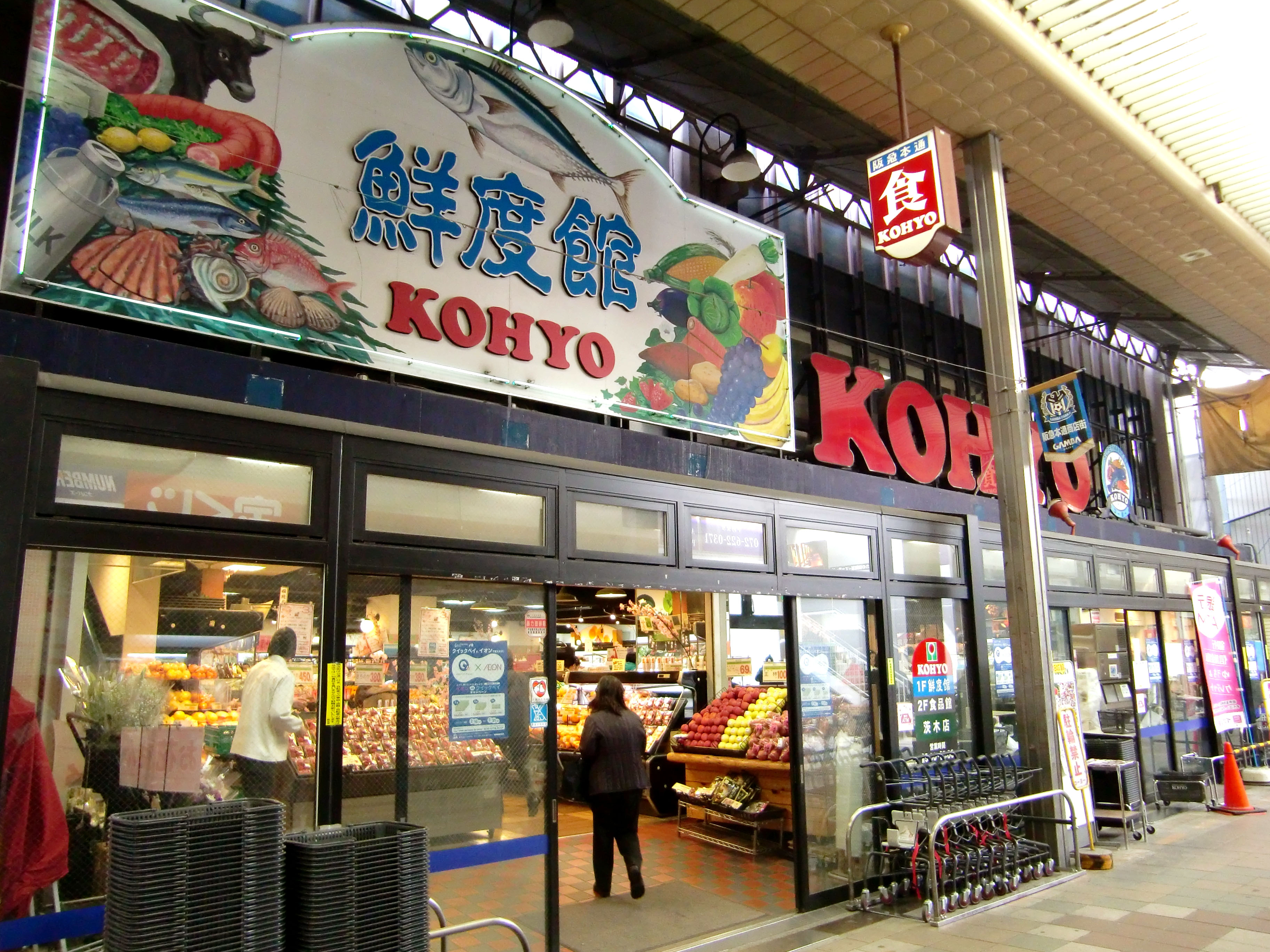
KOHYO茨木店（大阪府茨木市） 現在は建替の上、一般の「KOHYO」ブランドで営業。
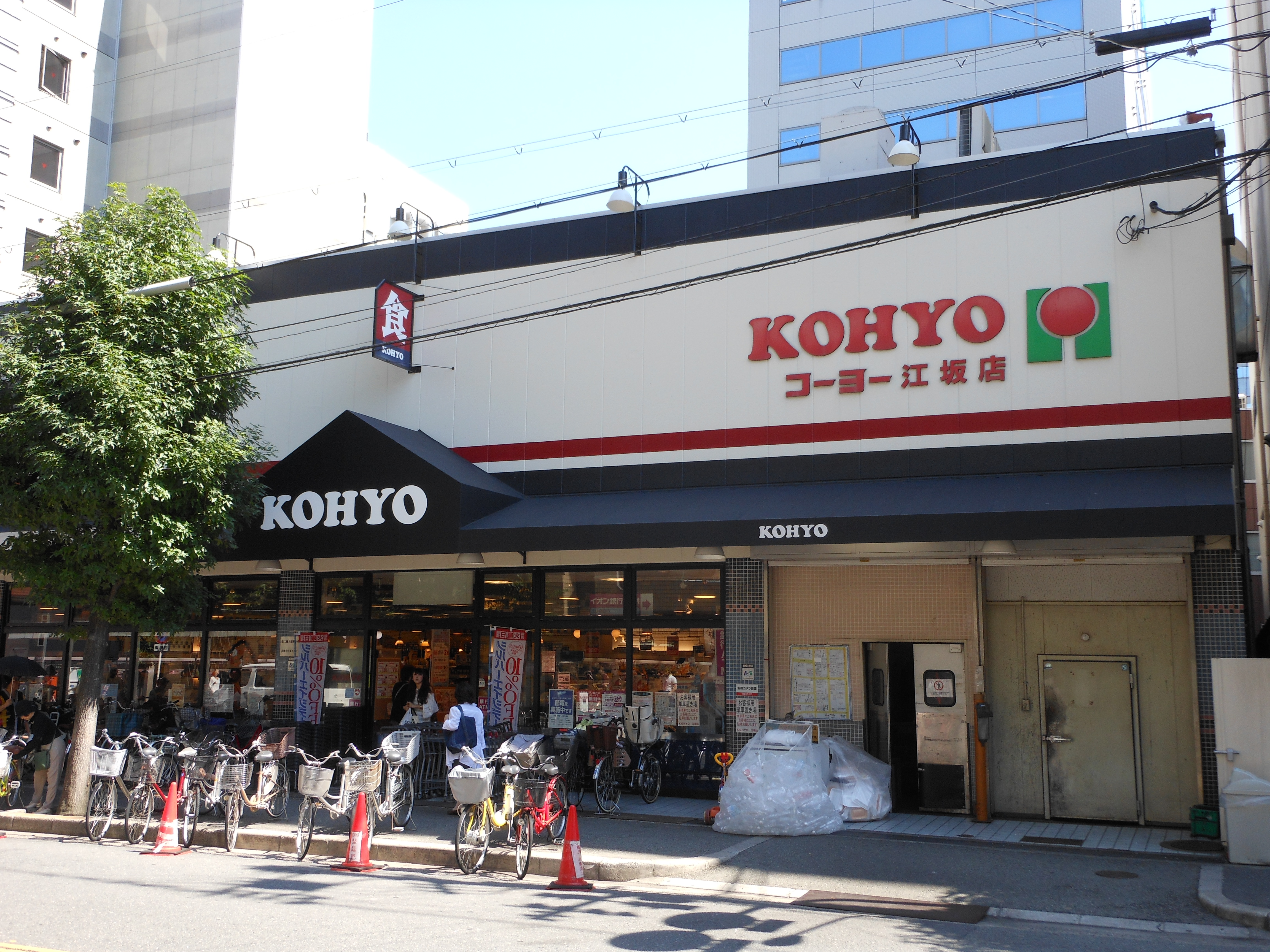
KOHYO江坂店（大阪府吹田市）
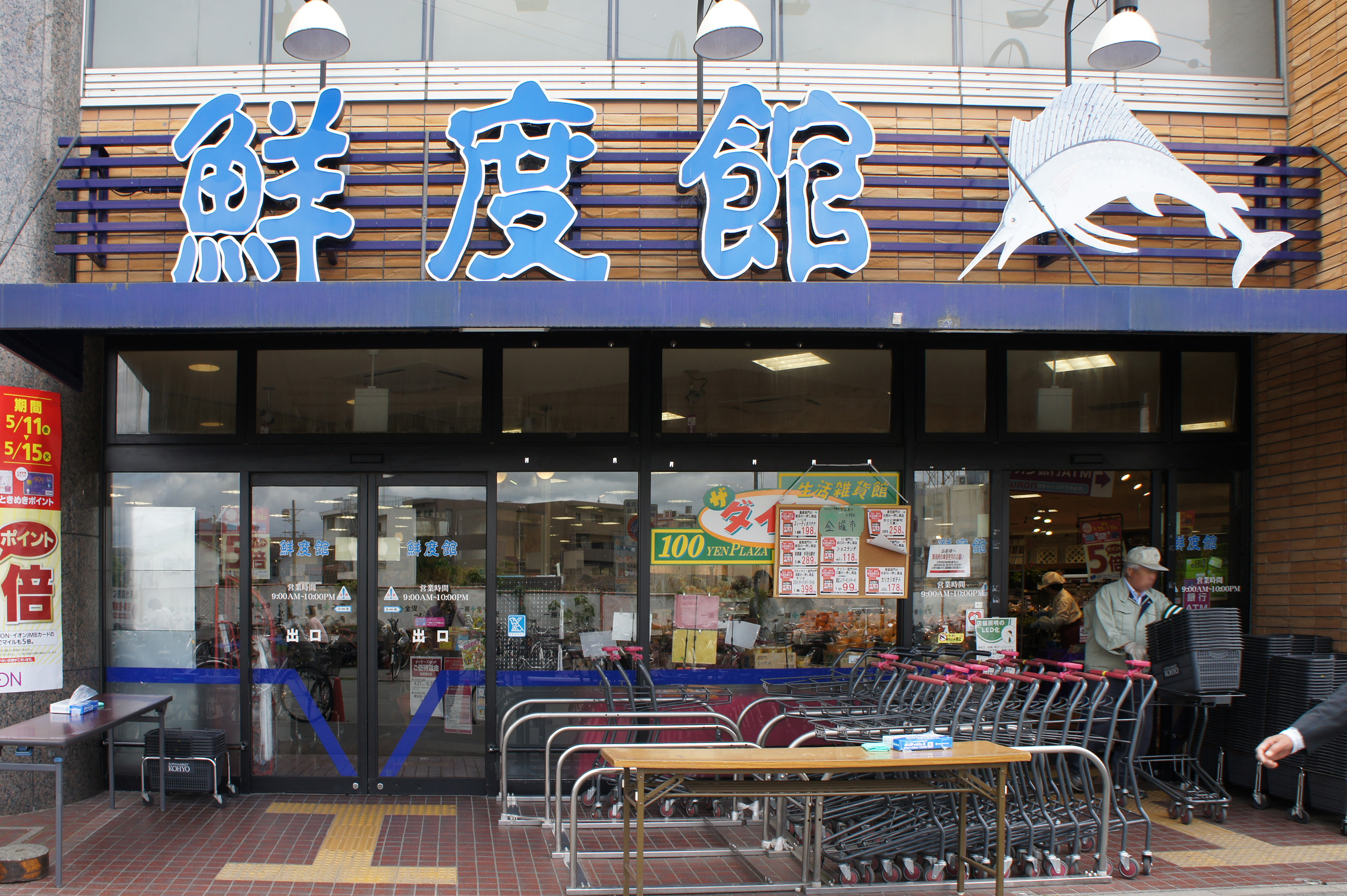
KOHYO鮮度館園田店（兵庫県尼崎市）
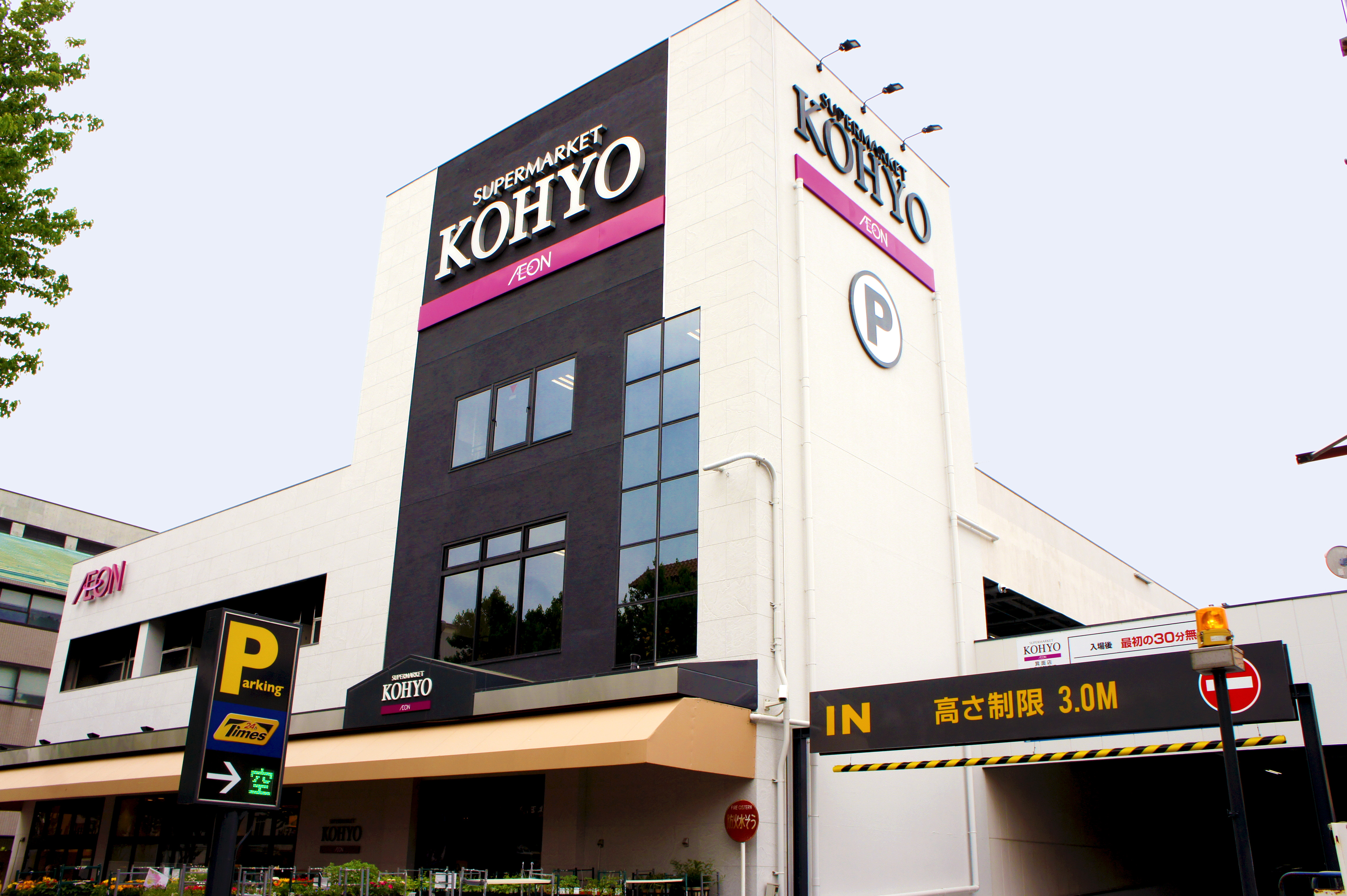
KOHYO箕面店（大阪府箕面市）
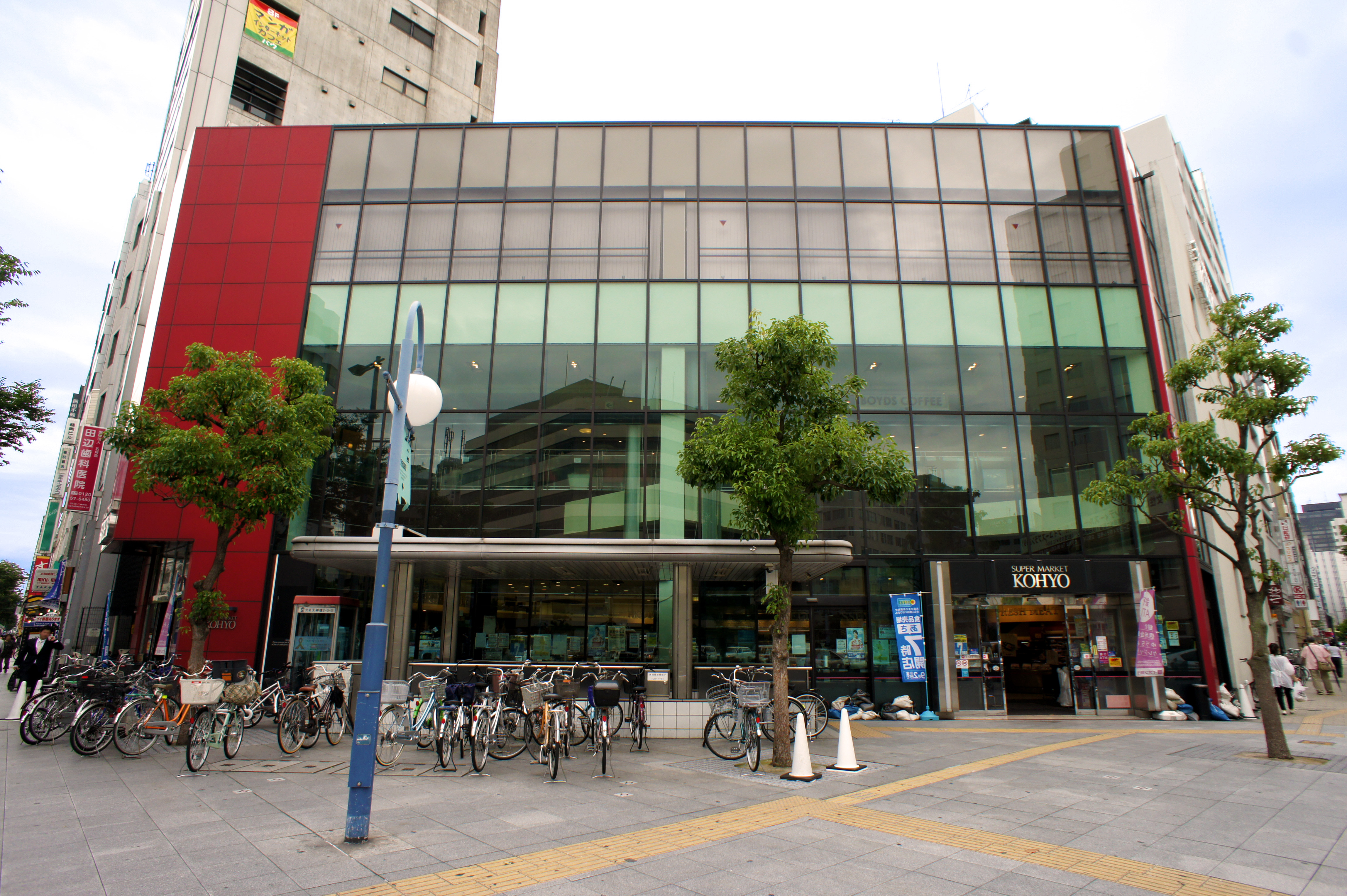
KOHYO南森町店（大阪府大阪市）
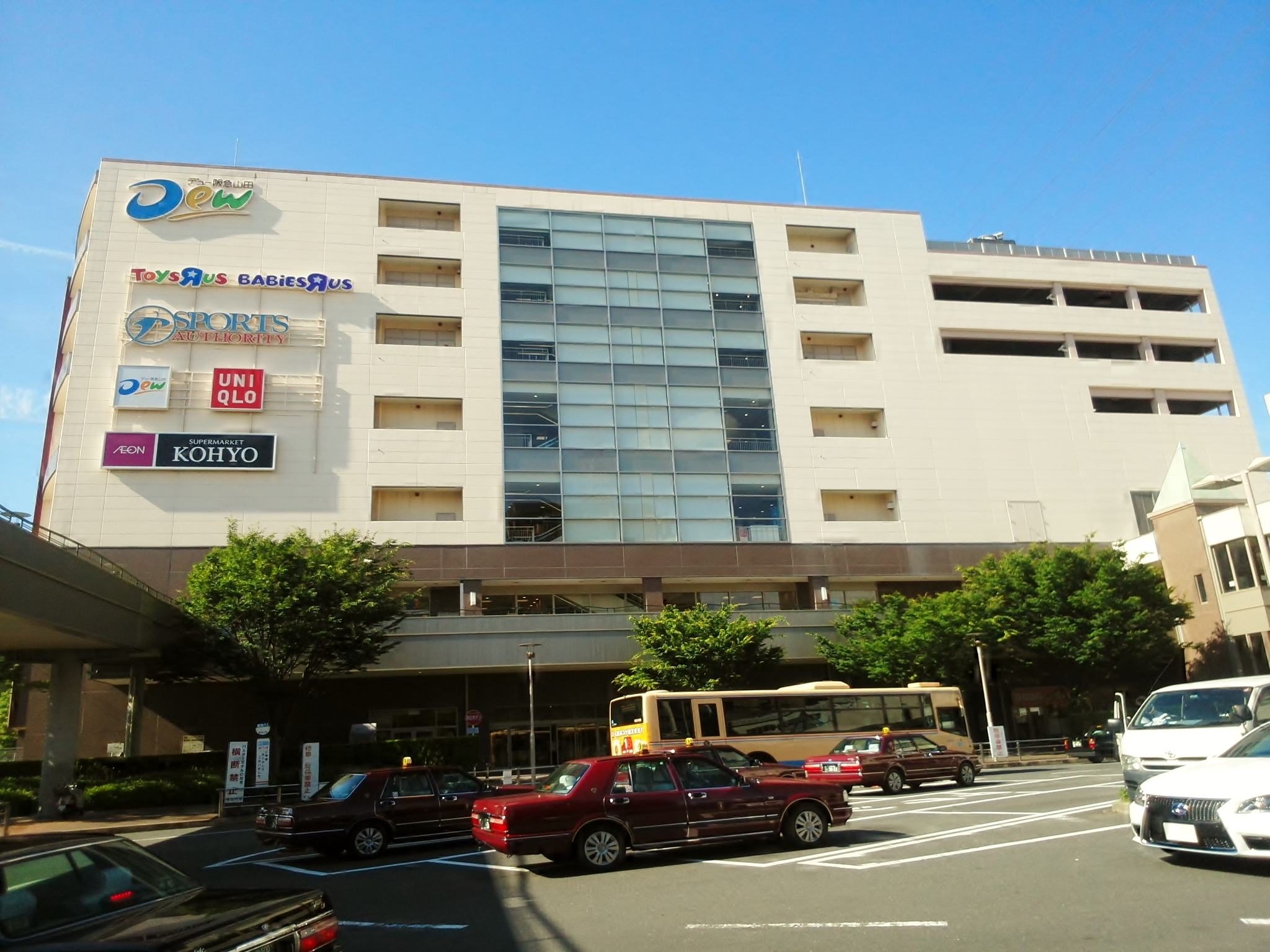
KOHYO山田店のあるデュー阪急山田（大阪府吹田市）

### マックスバリュ
イオングループが国内及び海外で展開しているスーパーマーケット(SM)店舗。当社は26店舗（京都府1店舗、大阪府17店舗、兵庫県8店舗）を運営する。かつては奈良県や滋賀県にも出店していた。
兵庫県にはフジ（2024年3月1日の合併に伴い、マックスバリュ西日本から運営を承継）が運営する店舗も存在するが、2019年3月1日付で8店舗がマックスバリュ西日本から移管されたため、両社が運営する店舗が混在する自治体は存在しない。また、大阪府と奈良県の各1店舗（富雄南店と大東寺川店）は従来山陽マルナカ（2021年3月1日付でマックスバリュ西日本に吸収合併）が運営していたが、いずれも2017年4月1日付で「マルナカ」にブランドを変更し、さらに2019年3月1日付でダイエーへ移管、屋号も2021年12月1日付けで「ダイエー」に転換されている。
大阪府の千里南町プラザ店、千里山店、泉北晴美台店は「ピーコックストア」から改装に伴って屋号を変更した店舗である。また、兵庫県の長田南店、須磨海浜公園駅前店、星陵台店、塩屋北店、金楽寺店、東難波店、西宮浜町店、西宮上田店はマックスバリュ西日本から承継した店舗である。
「ピーコックストア」からの転換店舗はマイナーチェンジ後の「ÆON MaxValu」ロゴの看板を掲げており、京都府の藤森店、大阪府の京橋店・駒川中野店・塩草店・南海岸里店・守口高瀬店、兵庫県の塩屋北店、金楽寺店、東難波店も同じロゴとなっている。

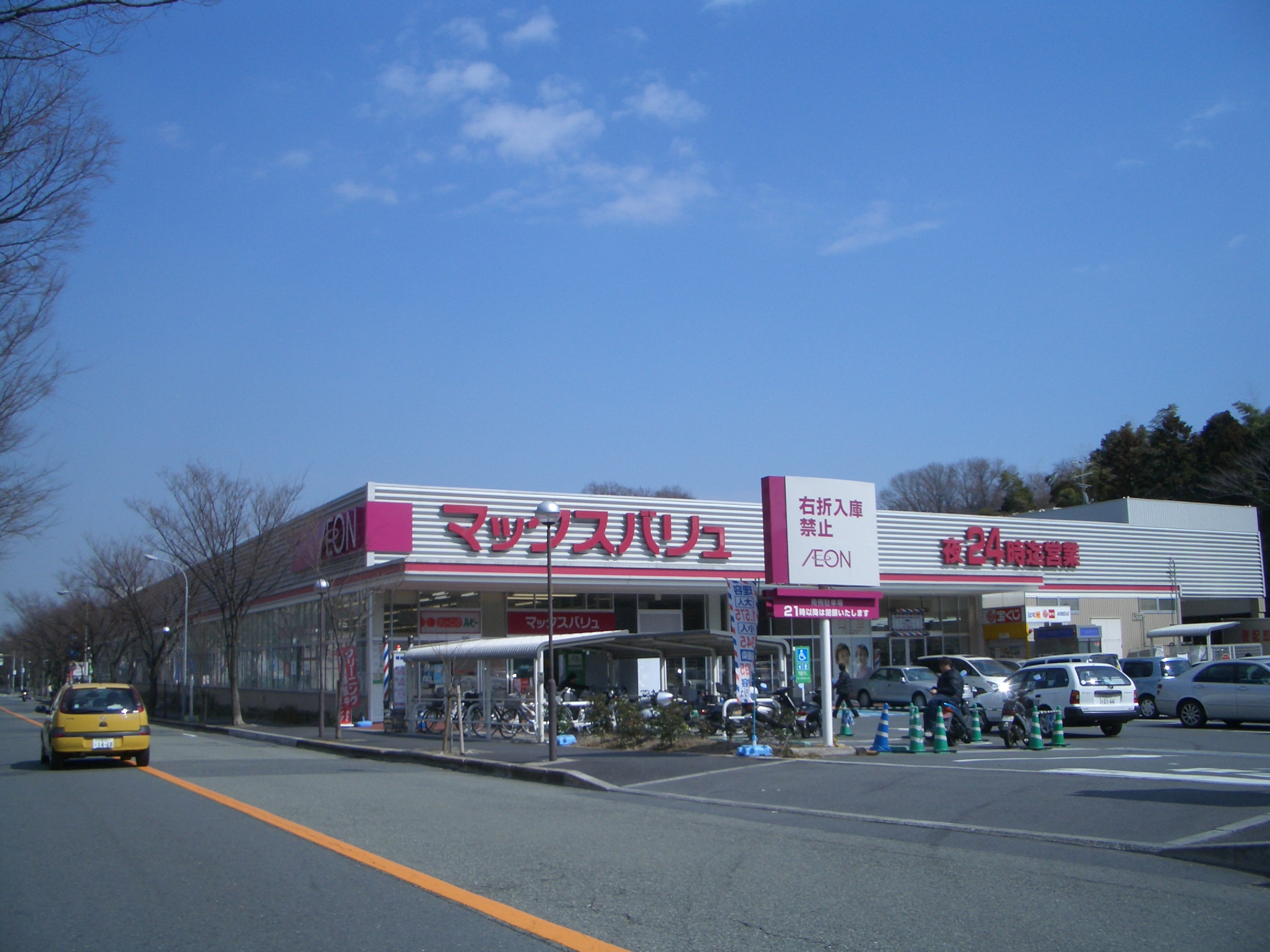
マックスバリュ吹田千里丘店（大阪府吹田市）
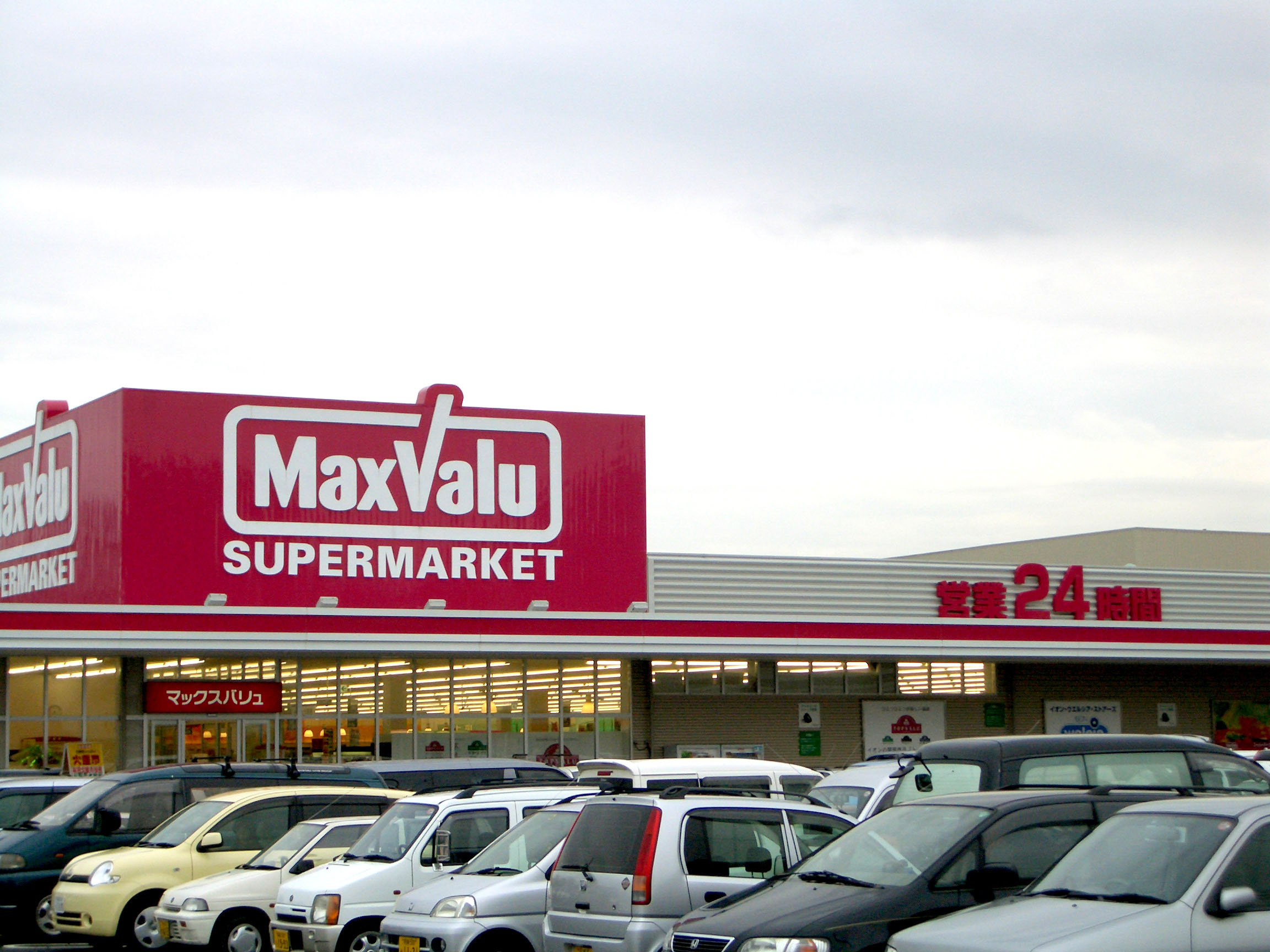
マックスバリュ羽倉崎店（大阪府泉南郡田尻町）
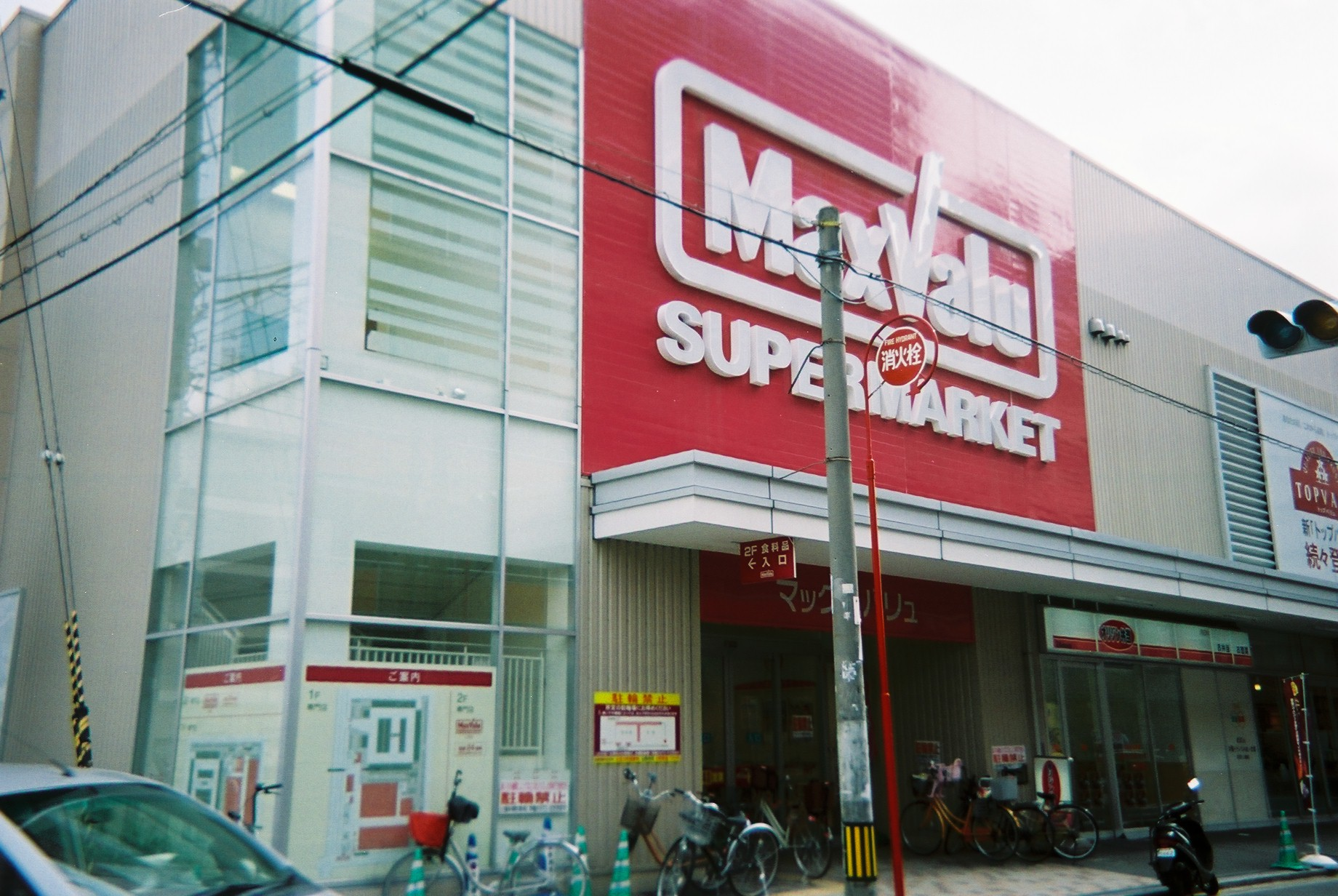
マックスバリュ小阪店（大阪府東大阪市）
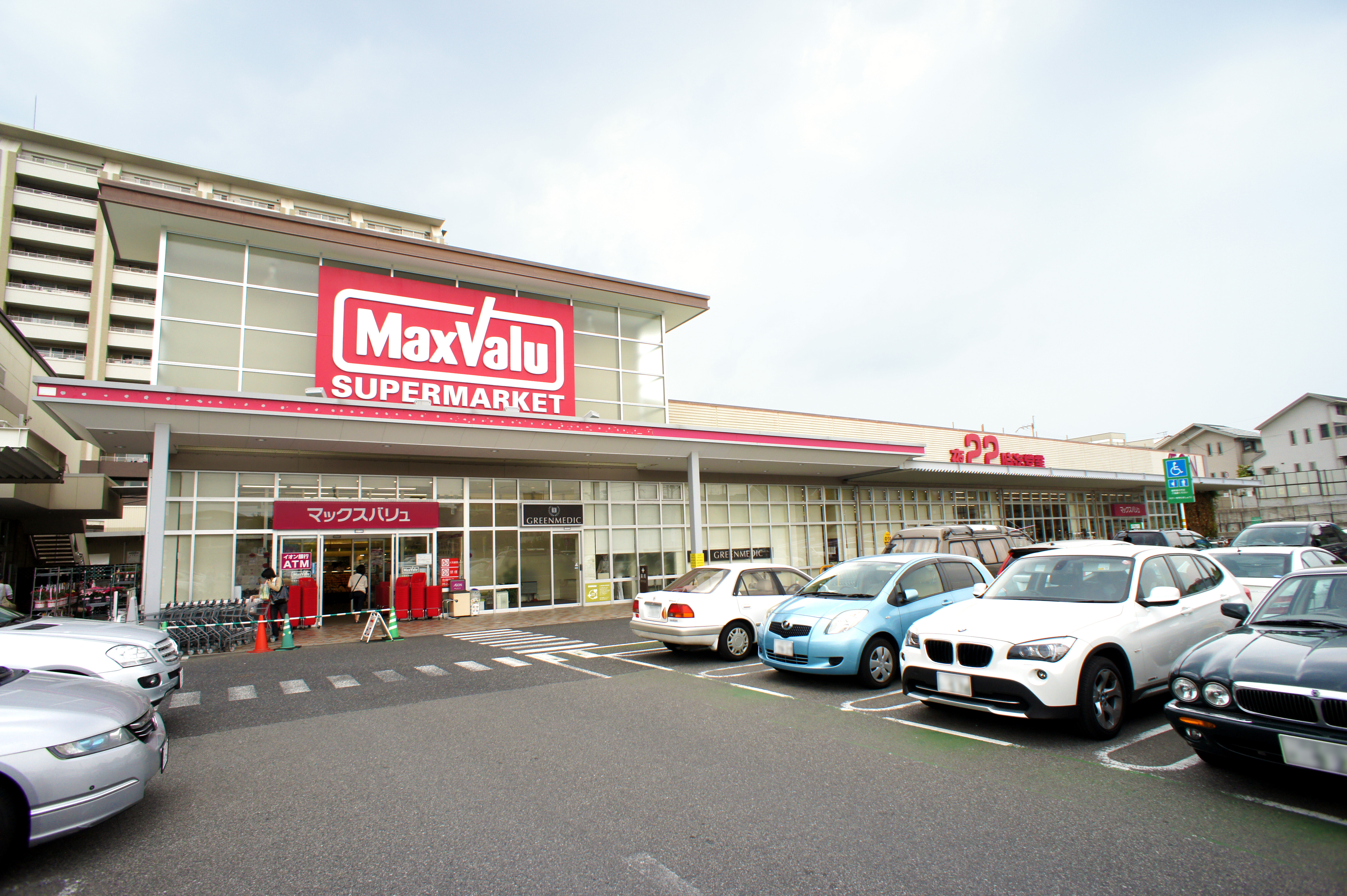
マックスバリュ豊中緑丘店（大阪府豊中市）

### マックスバリュエクスプレス
上記のマックスバリュよりも小規模の店舗。当社は4店舗（大阪府2店舗、兵庫県2店舗）を運営する。
西梅田店（大阪市）は「ピーコックストア」から改装に伴って屋号を変更した店舗である。大物店（兵庫県尼崎市）以外はマイナーチェンジ後の「ÆON MaxValu」ロゴの看板を掲げている。
兵庫県ではフジ（2024年2月29日まではマックスバリュ西日本）が2店舗を運営しているが、市町村単位では運営エリアが区別されており、当社は神戸市以東、フジは姫路市以西の店舗を運営する。
和歌山県にも以前出店していた（撤退以前に通常のマックスバリュ店舗として貴志川店が存在したが、先に閉店している）。

### 運営を終了した店舗

#### ピーコックストア
もとは大丸系列のスーパーマーケット「大丸ピーコック」で、イオン傘下となったイオンマーケット株式会社から、近畿地方の店舗が当社に承継された。
当社への承継後、閉店や「KOHYO」または「マックスバリュ」への屋号変更により店舗数が減少し、当社運営店舗で最後までピーコックストアとして残っていた明舞店（兵庫県明石市）が2024年2月23日にKOHYOへ屋号変更されたことにより、当社運営の「ピーコックストア」は消滅し、近畿地方から「ピーコックストア」の屋号も消滅した。
なおイオンマーケットから承継した店舗のうち、山田店と甲南店の2店舗はピーコックストアの別ブランドである「Pマート」だったものの、前述の通り、山田店はマックスバリュに転換（その後閉店）、甲南店は閉店したため消滅した（「Pマート」は承継の時点でこれらの2店舗しか存在していなかったため、「Pマート」のブランドそのものも消滅した）。

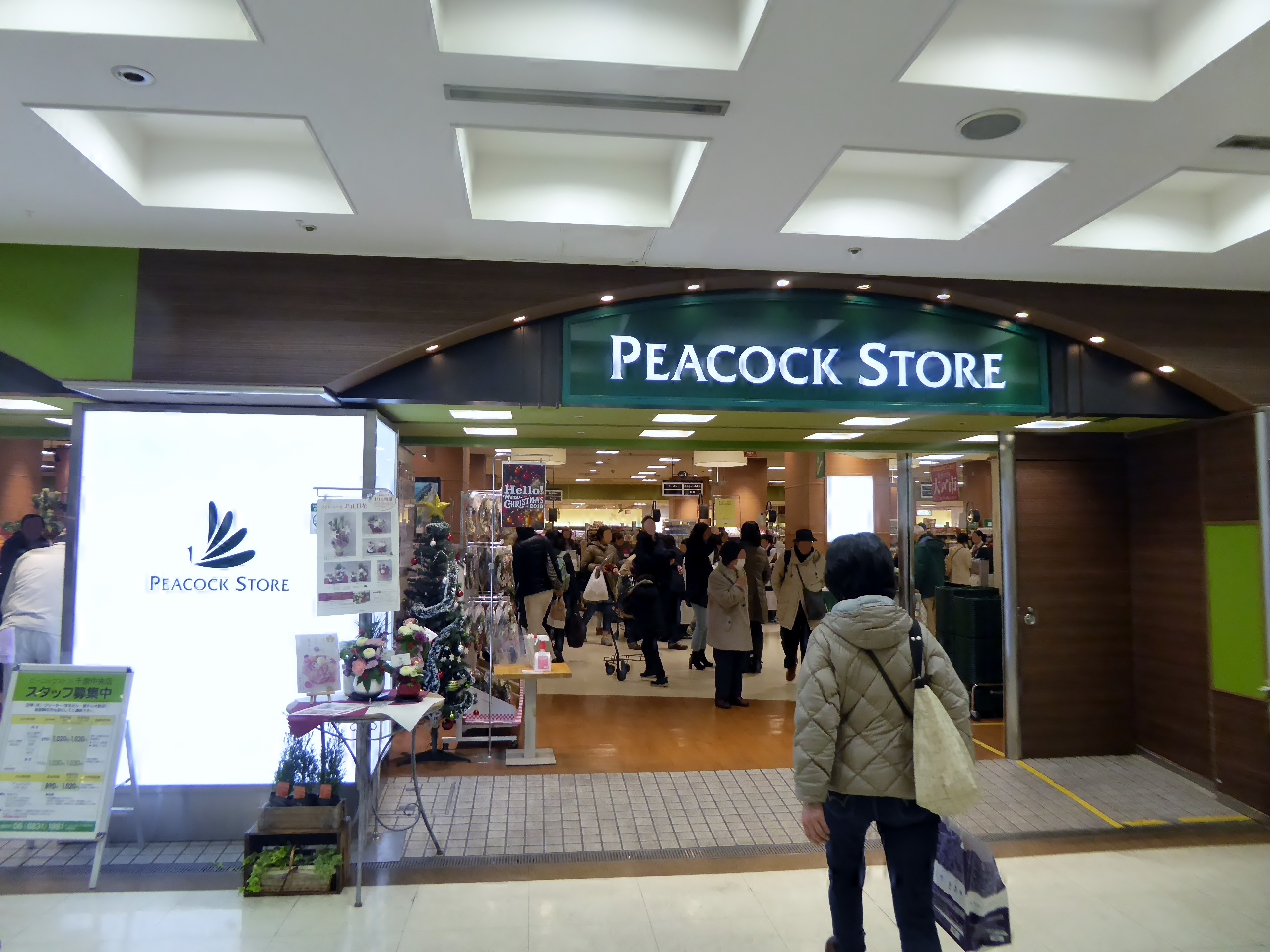
ピーコックストア千里中央店（大阪府豊中市） 旧:千里大丸プラザ ※2023年4月30日閉店

## 諸問題

### 産地偽装問題
当社が運営する『KOHYO』と『マックスバリュ』のうち大阪府・兵庫県・滋賀県・奈良県の計40店舗で、韓国産のサザエを新聞の折り込みチラシに「島根県他国内産」などと表示して販売していたことが判明し、消費者庁は景品表示法違反（不当表示の禁止）で2010年11月30日に措置命令を出した。